# Atuna penangiana
Atuna penangiana är en tvåhjärtbladig växtart som först beskrevs av André Joseph Guillaume Henri Kostermans och Ghillean `Iain' Tolmie Prance, och fick sitt nu gällande namn av André Joseph Guillaume Henri Kostermans. Atuna penangiana ingår i släktet Atuna och familjen Chrysobalanaceae. IUCN kategoriserar arten globalt som sårbar. Inga underarter finns listade i Catalogue of Life.